# Дарроу (Оффали)
Дарроу (англ. Durrow; ирл. Darú, Дару) — деревня в Ирландии, находится в графстве Оффали (провинция Ленстер).
Население — 7 человек (по переписи 2006 года). При этом, население пригородов (environs) — 111 человек.

## Известные жители и уроженцы
- Кормак Уа Лиатан (VI век) — католический святой, настоятель монастыря в Дарроу.